# Aguadilla (Aguadilla)
Aguadilla es un barrio-pueblo ubicado en el municipio de Aguadilla en el estado libre asociado de Puerto Rico. En el Censo de 2010 tenía una población de 3627 habitantes y una densidad poblacional de 1900,13 personas por km².

## Geografía
Aguadilla se encuentra ubicado en las coordenadas 18°25′47″N 67°9′21″O / 18.42972, -67.15583. Según la Oficina del Censo de los Estados Unidos, Aguadilla tiene una superficie total de 1.91 km², de la cual 0.95 km² corresponden a tierra firme y (50.2%) 0.96 km² es agua.

## Demografía
Según el censo de 2010, había 3627 personas residiendo en Aguadilla. La densidad de población era de 1900,13 hab./km². De los 3627 habitantes, Aguadilla estaba compuesto por el 78.85% blancos, el 9.02% eran afroamericanos, el 0.94% eran amerindios, el 0.25% eran asiáticos, el 0.03% eran isleños del Pacífico, el 8.41% eran de otras razas y el 2.51% pertenecían a dos o más razas. Del total de la población el 99.2% eran hispanos o latinos de cualquier raza.